# Долин, Борис Генрихович
Бори́с Ге́нрихович До́лин (20 июля [2 августа] 1903, Сумы, Харьковская губерния, Российская империя — 23 ноября 1976, Москва, СССР) — советский кинорежиссёр, сценарист, педагог, один из основателей жанра научно-популярного кино. Народный артист РСФСР (1958). Лауреат двух Сталинских премий (1946, 1950).

## Биография
В 1926 году окончил киношколу им. Б. В. Чайковского. Работал оператором-постановщиком с известным биологом и кинорежиссёром Владимиром Лебедевым. С 1936 года — режиссёр киностудии «Центрнаучфильм». С 1953 года — преподаватель ВГИКа (с 1966 года — профессор). С 1959 года возглавлял творческое объединение детских и юношеских научно-популярных фильмов киностудии «Центрнаучфильм». Руководил выпуском киножурнала «Хочу всё знать».
Умер 23 ноября 1976 года. Прах захоронен в колумбарии на Донском кладбище.

## Фильмография
| Год       | Название                                | Примечание                          |
| --------- | --------------------------------------- | ----------------------------------- |
| 1936      | Бактерии                                | Режиссёр                            |
| 1938      | В глубинах моря                         | Режиссёр, совместно с А. М. Згуриди |
| 1940      | Наши невидимые друзья                   | Режиссёр                            |
| 1941      | В мире пресноводных                     | Режиссёр                            |
| 1944      | Закон великой любви                     | Режиссёр, совместно с А. М. Згуриди |
| 1947      | Звериной тропой                         | Режиссёр                            |
| 1948      | История одного кольца                   | Режиссёр, сценарист                 |
| 1950      | Тайны природы                           | Режиссёр                            |
| 1950      | Человек идёт по следу                   | Режиссёр                            |
| 1953      | Крылатая защита                         | Режиссёр, сценарист                 |
| 1956      | Серый разбойник                         | Режиссёр, сценарист                 |
| 1957      | Новый аттракцион                        | Режиссёр, сценарист                 |
| 1957—1976 | Хочу всё знать (киножурнал)             | Художественный руководитель         |
| 1959      | Верные сердца                           | Режиссёр, сценарист                 |
| 1962      | Удивительная охота                      | Режиссёр, сценарист                 |
| 1963      | Слепая птица                            | Режиссёр, сценарист                 |
| 1965      | Снежок                                  | Режиссёр                            |
| 1966      | Удивительная история, похожая на сказку | Режиссёр, сценарист                 |
| 1968      | Дом Брема                               | Режиссёр, сценарист                 |
| 1969      | Король гор и другие                     | Режиссёр, сценарист                 |
| 1972      | В птичьих кварталах                     | Сценарист                           |
| 1973      | Охота за микробами                      | Сценарист                           |
| 1976      | Приключения Нуки                        | Сценарист                           |

## Награды и премии
- заслуженный деятель искусств РСФСР (1950)
- народный артист РСФСР (1958)
- Сталинская премия второй степени (1946) — за фильм «Закон великой любви» (1945)
- Сталинская премия третьей степени(1950) — за фильм «История одного кольца» (1948)
- Ломоносовская премия (1968) — за выпуски киножурнала «Хочу всё знать»
- Государственная премия РСФСР имени братьев Васильевых (1972) — за фильмы «Слепая птица» (1963), «Удивительная история, похожая на сказку» (1966), «Дом Брема» (1968), «Король гор и другие» (1970)
- орден Трудового Красного Знамени
- медали

## Сочинения
- Долин Б. Г. Охота с киноаппаратом: Из дневника кинорежиссера. — М.: Госкиноиздат, 1951. -— 117 с.
- Долин Б. Г. Охота без выстрела. —  М. : Бюро пропаганды советского киноискусства, 1969. — 47 с. — (Б-ка кинозрителя).[4]